# ECHA 1909

Sezona 1909 lige ECHA je potekala od 2. januarja do 6. marca. Moštva so igrala dvanajst tekem. Ottawa Hockey Club so osvojili prvenstvo z 10 zmagami in 2 porazoma. Osvojili so tudi Stanleyjev pokal. 

## Ligaške zadeve

### Izvršilni odbor
- Joe Power, Quebec (predsednik)
- James Strachan, Wanderers (1. podpredsednik)
- J. Eveleigh, Montreal (2. podpredsednik)
- Emmett Quinn, Quebec (tajnik-blagajnik)

Srečanje lige ECAHA je potekalo 4. novembra 1908. Srečanje je bilo ključnega pomena v preobrazbi amaterskih v profesionalne hokejske lige. Na srečanju sta zadnji amaterski ali vsaj delno amaterski moštvi odstopili. Kluba Montreal HC in Montreal Victorias sta zapustila ligo, kasneje sta nadaljevala kot članski amaterski moštvi in tekmovala za pokal Allan Cup. Neplačani igralci niso več dolgo igrali s plačanimi igralci.
Liga je dalje delovala s štirimi moštvi. Da bi bila sprememba statusa lige vidna, se je spremenilo ime v Eastern Canadian Hockey Association. 

## Redna sezona
Pri Wanderersih se je Cecil Blatchford upokojil, Bruce Stuart pa je odšel k Ottawi. Prišli so Joe Hall, Harry Smith, Jimmy Gardner in Steve Vair. Wanderersi so bili blizu svojim tekmecem Ottawi, saj so sezono končali z 9 zmagami in 3 porazi. 
Pri Ottawi sta se upokojila Harvey Pulford in Alf Smith, Tom Phillips pa je odšel. Nadomestili so jih Edgar Dey, Billy Gilmour in Albert 'Dubby' Kerr iz moštva Toronto Professionals. Alf Smith je vzpostavil moštvo Ottawa Senators znotraj lige Federal Hockey League.
Shamrocksi so se okrepili s Harryjem Hylandom, Quebecu pa se je pridružil Joe Malone. 
Ottawa je pred sezono 2. januarja v Torontu igrala ekshibicijsko tekmo z moštvom Toronto Professionals. Izgubila je s 5-4.  En teden kasneje se je Dubby Kerr že pridružil Ottawi. 
25. januarja so Wanderersi igrali ekshibicijsko tekmo v Cobaltu proti moštvu Cobalt Silver Kings. Na svojo zmago so stavili 500 $, a so izgubili 4-6.  Po tekmi je Harry Smith zapustil Wandererse in se pridružil moštvu Haileybury Comets v ligi Timiskaming Professional Hockey LeagueTPHL. 

### Vrhunci
Nadaljevalo se je rivalstvo med Ottawo in Wanderersi. 6. januarja so zmagali Wanderersi 7-6 po podaljšku, Harry Smith je zabil 4 zadetke proti svojemu bivšemu moštvu. Naslednjo tekmo v Ottawi je dobila Ottawa 5-4, v Montrealu je nato pred 8000 navijači zopet zmagala Ottawa z 9-8. Ottawa je sezono končala z zmago 8-3 na domačem ledu in s tem osvojila zvezdico. 
Hokejist Ottawe Marty Walsh je postal vodilni strelec lige z 38 zadetki. V povprečju je Ottawa zadevala skoraj 10 golov na tekmo. 

### Končna lestvica
| Moštvo             | OT | Z  | P  | R | GF  | GA  |
| ------------------ | -- | -- | -- | - | --- | --- |
| Ottawa HC          | 12 | 10 | 2  | 0 | 117 | 63  |
| Montreal Wanderers | 12 | 9  | 3  | 0 | 82  | 61  |
| Quebec HC          | 12 | 3  | 9  | 0 | 78  | 106 |
| Montreal Shamrocks | 12 | 2  | 10 | 0 | 56  | 103 |

### Izidi
| Mesec   | Dan | Gosti     | Izid | Gostitelji | Izid |
| ------- | --- | --------- | ---- | ---------- | ---- |
| Januar  | 2   | Quebec    | 8    | Shamrocks  | 9    |
| Januar  | 6   | Shamrocks | 4    | Quebec     | 12   |
| Januar  | 6   | Ottawa    | 6    | Wanderers  | 7 OT |
| Januar  | 9   | Quebec    | 5    | Ottawa     | 13   |
| Januar  | 13  | Ottawa    | 11   | Shamrocks  | 3    |
| Januar  | 13  | Wanderers | 7    | Quebec     | 3    |
| Januar  | 16  | Shamrocks | 7    | Ottawa     | 9    |
| Januar  | 16  | Quebec    | 6    | Wanderers  | 7    |
| Januar  | 20  | Shamrocks | 5    | Wanderers  | 7    |
| Januar  | 23  | Ottawa    | 18   | Quebec     | 4    |
| Januar  | 27  | Shamrocks | 1    | Wanderers  | 5    |
| Januar  | 30  | Wanderers | 4    | Ottawa     | 5    |
| Januar  | 30  | Quebec    | 4    | Shamrocks  | 8    |
| Februar | 6   | Ottawa    | 9    | Wanderers  | 8    |
| Februar | 6   | Shamrocks | 6    | Quebec     | 9    |
| Februar | 10  | Shamrocks | 6    | Wanderers  | 8    |
| Februar | 13  | Quebec    | 6    | Ottawa     | 14   |
| Februar | 17  | Wanderers | 12   | Shamrocks  | 2    |
| Februar | 20  | Ottawa    | 7    | Shamrocks  | 3    |
| Februar | 20  | Wanderers | 7    | Quebec     | 4    |
| Februar | 27  | Shamrocks | 2    | Ottawa     | 11   |
| Februar | 27  | Quebec    | 6    | Wanderers  | 7    |
| Marec   | 4   | Wanderers | 3    | Ottawa     | 8    |
| Marec   | 7   | Ottawa    | 6    | Quebec     | 11   |

### Vratarji
| Vratar         | Klub      | OT | GA  | SO | GAA |
| -------------- | --------- | -- | --- | -- | --- |
| Hern, Riley    | Wanderers | 12 | 61  |    | 5.1 |
| LeSueur, Percy | Ottawa    | 12 | 63  |    | 5.3 |
| Baker, W.      | Shamrocks | 12 | 103 |    | 8.6 |
| Moran, Paddy   | Quebec    | 12 | 106 |    | 8.8 |

### Vodilni strelci
| Igralec        | Klub      | OT | G  |
| -------------- | --------- | -- | -- |
| Walsh, Marty   | Ottawa    | 12 | 38 |
| Jordan, Herb   | Quebec    | 12 | 29 |
| Stuart, Bruce  | Ottawa    | 11 | 22 |
| Power, Charles | Quebec    | 12 | 22 |
| Kerr, Dubby    | Ottawa    | 9  | 20 |
| Hyland, Harry  | Shamrocks | 11 | 18 |
| Glass, Frank   | Wanderers | 12 | 17 |
| Vair, Steve    | Wanderers | 7  | 12 |
| Gilmour, Billy | Ottawa    | 11 | 11 |
| Gardner, Jimmy | Wanderers | 12 | 11 |

## Izzivi za Stanleyjev pokal

### Montreal: Edmonton
Pred sezono so Wanderersi odigrali izziv proti prvaku lige Alberta Amateur Hockey Association, moštvu Edmonton Hockey Club. Čeprav so bili vsi hokejisti razen enega pri Edmontonu ringerji, najeti zgolj za ti dve tekmi, jih je Montreal premagal. Na prvi tekmi je Harry Smith zadel petkrat in povedel Montreal do zmage 7-3, na drugi pa je zmagal Edmonton 7-6, kar pa ni bilo dovolj v skupnem seštevku. 
| Datum                                     | Zmagovalec         | Izid | Poraženec          | Lokacija       |
| ----------------------------------------- | ------------------ | ---- | ------------------ | -------------- |
| 28. december 1908                         | Montreal Wanderers | 7–3  | Edmonton HC        | Montreal Arena |
| 30. december 1908                         | Edmonton HC        | 7–6  | Montreal Wanderers | Montreal Arena |
| Montreal je zmagal s skupnim izidom 13-10 |                    |      |                    |                |

Po izzivu je 2. januarja Edmonton igral še ekshibicijsko tekmo v Ottawi, preden se je vrnil v Edmonton. Porazili so FHL moštvo Ottawa Senators s 4-2.  Istega dne je Ottawa igrala proti moštvu Toronto Professionals v Torontu in izgubila 5-4.  Lindsay, Pitre in Vair so med izzivom igrali za Edmonton, nato pa so po ekshibicijski tekmi podpisali za FHL moštvo Renfrew Creamery Kings, s katerim so kasneje osvojili prvenstvo. 
Po sezoni je Ottawa prevzela Stanleyjev pokal, a izziva moštva Winnipeg Shamrocks ni bilo možno organizirati in zato ni bil odigran. (Shamrocksi so pred naslednjo sezono razpadli in niso nikoli odigrali izziva.) Izziva s strani moštev Renfrew Creamery Kings in Cobalt Silver Kings sta bila razveljavljena, saj so skrbniki Stanleyjevega pokala določili, da hokejisti Renfrewa in Cobalta ne zadoščajo njihovim kriterijem, saj so se moštvoma pridružili po 2. januarju. 

### Posezonska ekshibicijska tekma
Ottawa in Wanderersi so igrali serijo dveh tekem 12. in 13. marca v dvorani St. Nicholas Rink v New Yorku. Na prvi tekmi je bila boljša Ottawa 6-4, na drugi pa je bil izid izenačen 8-8.

## Ottawa Hockey Club, zmagovalci Stanleyjevega pokala, 1909

### Postava
Centri
- Bruce Stuart (kapetan-rover)
- Marty Walsh

  Krila
- Albert "Dubbie" Kerr
- Hamilton Billy Gilmour (prav tako rover)
- Harry Westwick†

  Branilci
- Fred Lake (point)
- Fred "Cyclone" Taylor (coverpoint)
- Edgar Dey Jr. (prav tako krilo)
- Horace Merrill (rezerva-ni igral)

  Vratarji
- Percy LeSueur

  Neigralci
- Thomas D'arcy McGee (predsednik), Llewellyn Bates (podpredsednik)
- Pete Green (trener), Patrick Basketville (blagajnik)
- Martin Rosenthal (tajnik), Mac McGilton (pomočnik)
- Charles Sparks, George Bryson, Dave Mulligan (direktorji)
- Perciville Buttler, S.N. Nagle (direktorja)

†Manjkajo na moštveni fotografiji.

### Vrezano v Stanleyjev pokal
Ottawa je na dno Stanleyjevega pokala dodala nov obroč in vrezala svoje ime nanj.